# 久代信次
久代 信次（くしろ しんじ、1941年3月1日 - ）は、日本の実業家。株式会社東京ドーム代表取締役会長。

## 人物
1941年3月1日、東京府出身。1965年に中央大学卒業と同時に後楽園スタヂアム入社。入社以後は財務・経理畑を中心に歩む。
1995年に株式会社東京ドーム常務取締役就任。その後は子会社の後楽園不動産社長なども務め、専務執行役員に昇格する。
2009年に林有厚の後を受けて東京ドーム代表取締役社長に就任。その他には野球殿堂博物館理事、 中央大学学員会東京文京区支部副会長を務めている。
2015年2月24日付で、第6代日本ボクシングコミッション会長・コミッショナーに就任した。
2016年4月に東京ドーム代表取締役社長を退任し、会長に就任。